# Sommar på Liseberg
Sommar på Liseberg är en låt, skriven av Torgny Söderberg framförd av Lotta Engberg. Låten var signaturen till Lotta på Liseberg och återfinns på albumet Våra Älskade Allsånger.